# Zagor
 Ovo je glavno značenje pojma Zagor. Za druga značenja pogledajte Zagor (razdvojba).
Zagor je talijanski pustolovni / western strip nastao 1961. godine u izdanju izdavačke kuće Sergio Bonelli Editore.

## Podaci o strip junaku
Zagor je bijelac od 30-ak godina koji živi u šumi Darkwood, smještenoj na granici Ohia, Pennsylvanije i Zapadne Virginije. Njegova koliba nalazi se duboko u unutrašnjosti, okružena močvarom Mo-hi-la i mali broj ljudi zna put do nje. Vrijeme radnje ovog stripa nije precizno određeno, već je otprilike smješteno između 1820-ih i 1840-ih. Zagora Indijanci smatraju besmrtnim Manituovim poslanikom te ga zovu Za-gor-te-nay, što na (fiktivnom) narječju Algonquin znači Duh sa sjekirom. Zagorov glavni cilj je održavanje mira između bijelih doseljenika i indijanskih starosjedilaca. U Darkwoodu žive brojna indijanska plemena, a nalaze se i vojne utvrde, manji gradovi s bijelcima, traperska naselja i velika neistražena područja. Glavni smjer ovog stripa je neprestana pustolovina i akcija, međutim ima utjecaja i brojnih drugih žanrova.
Zagorovo pravo ime je Patrick Wilding. Roditelji su mu bili Mike i Betty Wilding, doseljenici iz Irske koji su se upoznali i vjenčali u Americi. Nakon službe u američkoj vojsci u činu poručnika, Mike je postao traper te prilikom prodaje koža u gradu na istoku upoznao Betty. Nakon vjenčanja odlučili su se skrasiti u kolibi uz potok Clear Water koji se ulijeva u rijeku Ohio. Zagorovo bezbrižno djetinjstvo naglo je prekinuo iznenadni napad Indijanaca Abenaka pri čemu su Zagorovi roditelji poginuli, dok je njega spasio lutalica Wandering Fitzy. Ostatak djetinjstva provodi odrastajući u prirodi s Fitzyjem koji ga između ostalog uči i kako rukovati sjekirom. Kao mladić Zagor pronalazi pleme koje mu je ubilo roditelje i njihovog vođu Salomona Kinskog. Nakon krvoprolića, prilikom kojeg je Zagor ubio većinu članova tog plemena, Zagor ubije i Kinskog. Međutim prije smrti mu Kinsky otkriva motive napada na njegovog oca: Zagorov otac je, kao vojni časnik, izvršio masakr nad ženama i djecom iz jednog indijanskog plemena i zbog toga je nečasno otpušten iz vojske. Nakon toga Zagor se zaklinje da će se do kraja života boriti protiv nepravde.
Nedugo potom Zagor uz pomoć prijatelja, glumačke obitelji Sullivan, osmišljava kostim s likom orla (koji poručuje Indijancima da ga šalje Manitu) te se na skupu indijanskih poglavica spektakularno pojavljuje uz vatromet.

## Podaci o autorima
Tvorci Zagora su tekstopisac Sergio Bonelli (pod pseudonimom Guido Nolitta) i crtač Gallieno Ferri. Ferri je Zagora nacrtao po svom osobnom izgledu, te je on ujedno i glavni crtač Zagora. Osim njega Zagora su još crtale i crtaju i mnoge druge osobe od kojih su najpoznatiji: Franco Donatelli, Marco Torricelli, Franco Bignotti, Francesco Gamba, Marco Verni, Mauro Laurenti i drugi.

## Podaci o stripu u kojem se pojavljuje
Prvi broj Zagora izašao je u Italiji u lipnju 1961. god. Izašle su 4 epizode, a svaka je sadržavala 64 stranice. Tek od 1965. Zagor počinje u Italiji izlaziti redovito. 
U Hrvatskoj Zagor izlazi od 1968. do 1991. u izdanju novosadske izdavačke kuće Dnevnik. U samostalnoj Hrvatskoj prva ga objavljuje Slobodna Dalmacija 1994., a trenutno izlazi u izdanju Ludensa.

### Ostali likovi
Zagorov najbolji prijatelj, koji i živi s njim, je "Don" Chico Felipe Cayetano Lopez Martinez y Gonzales, ili kraće Chico, Meksikanac iz Veracruza. To je komični lik i potpuna je suprotnost Zagoru. Nizak je, debeo, izuzetno nespretan i proždrljiv, potkupljiv, hvalisav, ali i simpatičan. Zbog svoje lakomosti za jelom često upada u najrazličitije i najnevjerojatnije situacije i neprilike te ga tada Zagor mora spašavati. Ipak, Chico je i glavni Zagorov oslonac i vjerna desna ruka te ga prati redovito u svim pustolovinama, a nerijetko preuzima i glavnu ulogu. Indijansko ime mu je Mali čovjek s velikim trbuhom, a zvali su ga i Čovjek koji jede noću.
Postoje još brojni likovi koji se u stripu često pojavljuju: Digging Bill vječno traži nestala i zakopana blaga i time uvlači i Zagora i Chica u neplanirane pustolovine; kitolovac kapetan Fishleg sa svojim brodom Golden Baby i posadom odvodi Zagora u razne krajeve i neistražena područja; Tonka, poglavica plemena Mohawk je Zagorov krvni brat; Bat Batterton, nespretni privatni istražitelj koji se oblači poput Sherlocka Holmesa i njegov brat Bing Batteron, traperi "Doc" Lester i Pablo Rochas koji su jedni od najboljih Zagorovih prijatelja; Barun Ikar la Plume poznatiji kao Ikarovo Pero, izumitelj kojem je cilj biti prvi čovjek koji će poletjeti, skitnica Trampy (pravim imenom Ebenezer Snare), vikinški kralj Guthrum, vojni liječnik pukovnik Norman Perry...
Zagor ima i brojne neprijatelje koji se više puta pojavljuju. Među najpopularnijima su Profesor Hellingen, poludjeli ali genijalni izumitelj i znanstvenik koji želi zavladati svijetom; Kandrax, keltski druid i čarobnjak koji ima magične moći; barun Rakosi, 700 godina star vampir koji je došao iz Mađarske; pokvareni drvosječa Timber Bill; Ben Stevens, poznat kao Kralj orlova; Nat Murdo, isprva Zagorov neprijatelj a kasnije saveznik, Mortimer, kriminalac velike inteligencije, duh zla Wendigo, Zagorov dvojnik Olaf Botegosky...

## Ostali mediji
1971. u Turskoj su snimljena dva filma o Zagoru, Zagor kara bela i Zagor kara korsan'in hazineleri. Prvi je utemeljen na epizodi Le jene del mare/Morske hijene iz 1967. a drugi na epizodi L'Avvoltoio/Strvinar iz iste godine. Zagora je glumio Levent Çakir a Chica Nevzat Açıkgöz.

## Zanimljivosti i nelogičnosti
Iako je radnja Zagora donekle "precizno" smještena u određene povjesne okvire, vremenske nelogičnosti i pogreške se pojavljuju u gotovo svakoj epizodi. Možda najočitija je prikaz američke vojske, koja u stripu nosi uniforme koje su usvojene tek za vrijeme američkog građanskog rata, tj. 20 do 30 godina poslije radnje stripa. Onovremene uniforme su prikazane u jednoj do dvije epizode, no to uglavnom ovisi o crtačima. Oružje u stripu je također daleko ispred svog vremena. Revolveri kolt i repetirajuće puške su standardno oružje u stripu, iako su oni ušli u uporabu tek 1850-ih. Zatim, u jednom broju se čak pojavljuje i oklopni parobrod britanske mornarice na Velikim jezerima, iako je prvi takav brod za britansku mornaricu (HMS Warrior) sagrađen tek 1860. godine.
U stripu se nekoliko puta spominje i pojavljuje Andrew Jackson, sedmi predsjednik SAD-a, čiji je mandat trajao od 1829. do 1837. godine. Jedna epizoda je kronološki smještena nakon teksaške revolucije koja je okončana 1836. g. Nekoliko desetaka epizoda nakon te Zagor i Chico se zatječu u južnoameričkom gradu Concepcionu baš u trenutku kada tamo uplovljava brod HMS Beagle noseći na sebi čuvenog prirodoslovca Charlesa Darwina, što se dogodilo 1835. godine. Također posjećuju i grad Monrovia, glavni grad današnje afričke države Liberije, koji je utemeljen 1822. godine. U epizodi Nestali istraživač navodi se kako su brodovi Fury i Terror izgubljeni na Arktiku u potragama za Sjeverozapadnim prolazom što se dogodilo 1825. i 1848. godine. U stripu se nekoliko puta pojavljuje čuvena Madame Marie Laveau, vudu svećenica koja je i dan-danas poznata u New Orleansu i njegovoj okolici, no Marie u stripu fizički više nalikuje slavnom supermodelu Naomi Campbell negoli svom povijesnom predlošku. Čuveni pirat i krijumčar Jean Lafitte se u stripu pojavljuje kao već ostarjela osoba te iako je (prema dosadašnjim spoznajama) u stvarnoj povijesti on umro 1823., ovdje se to donekle objašnjava pričom kako je on preživio tu navodnu smrt te se nakon nekoliko godina skrivanja vratio starom zanatu. Također treba spomenuti i da se navodi kako se Zagorova izmišljena šuma nalazi na tromeđi granica Ohioa, Pennsylvanije, i Zapadne Virginije, iako je Zapadna Virginia, kao američka savezna država, nastala tek 1863. godine.
Od ostalih povijesnih osoba u stripu se još pojavljuju: pisac Edgar Allan Poe, predsjednik konfederacije indijanaca Cherokee John Ross, izumitelj pisma Cherokeeja Sequoyah, francuski mislilac iz vremena revolucije Alexis de Tocqueville, i utemeljitelj Teksaških rendžera Stephen Fuller Austin.

## Poveznice
- Popis saveznika iz stripa Zagor
- Popis negativaca iz stripa Zagor

## Vanjske poveznice
- Službena stranica izdavača
- Službena stranica izdavača u Hrvatskoj  Arhivirana inačica izvorne stranice od 12. rujna 2017. (Wayback Machine)
- Zagor stripovi online